# Thomas Blachman

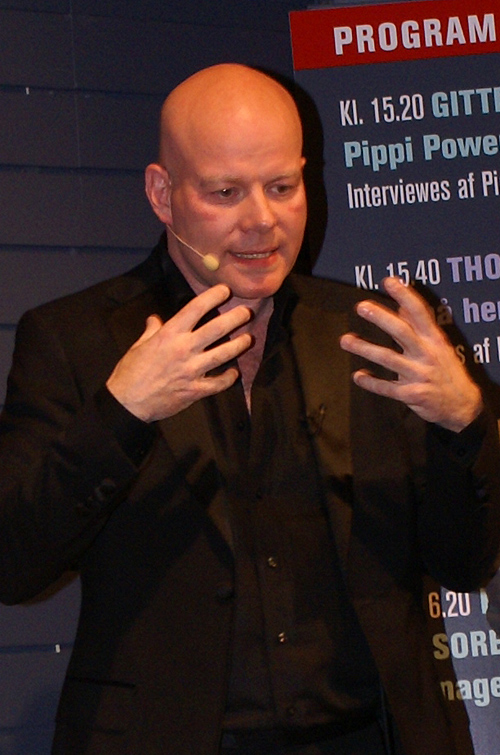
Thomas Blachman

Thomas Blachman (* 2. April 1963 in Kopenhagen) ist ein dänischer Jazzschlagzeuger, Komponist, Musikproduzent und Fernsehmoderator.

## Leben und Wirken
Thomas Blachman wuchs im Kopenhagener Stadtteil Nørrebro auf. Er hatte ab 1970 Schlagzeugunterricht am Kongelige Danske Musikkonservatorium. Er studierte bis 1984 Jazzkomposition und Arrangement am Berklee College of Music und trat in dieser Zeit mit Jazzmusikern in Boston und New York auf.
Nach seiner Rückkehr nach Dänemark begann er als Schlagzeuger bei Lennart Ginmans Band Page One. Er wirkte an Aufnahmen mit Erik Ørum (Impressions Expressions) und Caroline Henderson (Cinemataztic) mit und komponierte u. a. für das New Music Orchestra, das Copenhagen Art Ensemble und die DRs Big Band. Bis 1999 leitete Blachman das Label Man Rec.
Neben eigenen Alben spielte Blachman Aufnahmen mit Al Agami, Caroline Henderson, Kasper Winding und Remee ein und arbeitete Anfang der 2000er-Jahre im Trio GinmanBlachmanDahl. Aktuell ist er als Schlagzeuger und Produzent im Trio von Julia Werup tätig; er produzierte deren Album The Thrill of Loving You (2020).
Blachman war langjähriger Juror bei der dänischen Musik-Casting-Show X-Factor. Hier nahm er oft die Rolle des Advocatus Diaboli ein.
Nach dem Ausstieg bei X-Factor bekam Blachman sein eigenes Format Blachman, das ab April 2013 gesendet wurde. Blachman sitzt mit einem männlichen Gast auf einem Ledersessel in einem schwarzen Fernsehstudio und kommentiert die sich in Positur stellenden, nackten und schweigenden Frauen. Beide Männer geben Anweisungen, wie sich die Frauen stellen sollen und kommen ins Gespräch über Frauenkörper und Männerrollen. Das Format gehörte zu den meistgesehenen Sendungen des Senders DR 2 und löste eine große Diskussion aus, ob die Sendung sexistisch ist.
Im Jahr 2023 war Blachman in vier Folgen der Fernsehserie Agent zu sehen.

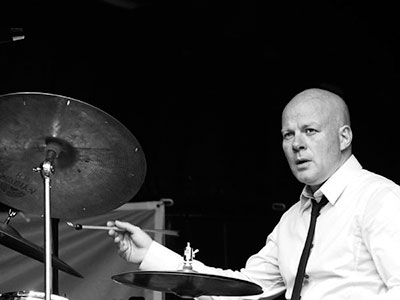
Thomas Blachman (Aarhus Jazz Festival 2010)

Er ist seit Dezember 2018 mit der schwedischen Jazz-Sängerin Julia Werup verlobt, mit der auch das 2020 erschienene Album The Thrill of Loving You aufnahm. Das Paar hat einen Sohn und eine Tochter. Aus einer 2012 geschiedenen Ehe hat Blachman ebenfalls einen Sohn und eine Tochter.

## Diskographische Hinweise
- Blachman Introduces Standard Jazz & Rap, Vol. 1
- Crème - Pop Music Is My Life
- Star Music Opus 1